# André Bohl
Pour les articles homonymes, voir Bohl.
André Bohl, né le 26 janvier 1936, est un homme politique français.

## Détail des fonctions et des mandats
Mandats locaux
- 1973 - 1977 : Maire de Creutzwald
- 1977 - 1983 : Maire de Creutzwald
- 1983 - 1989 : Maire de Creutzwald
- 1989 - 1995 : Maire de Creutzwald
- 1995 - 2001 : Maire de Creutzwald
- 2001 - 2007 : Maire de Creutzwald
- 1973 - 1976 : Conseiller général du canton de Bouzonville
- 1976 - 1982 : Conseiller général du canton de Bouzonville
- 1982 - 1988 : Conseiller général du canton de Bouzonville
- 1988 - 1994 : Conseiller général du canton de Bouzonville

Mandats parlementaires
- 22 septembre 1974 - 25 septembre 1983 : Sénateur de la Moselle
- 25 septembre 1983 - 27 septembre 1992 : Sénateur de la Moselle
- 27 septembre 1992 - 30 septembre 2001 : Sénateur de la Moselle